# Nazar

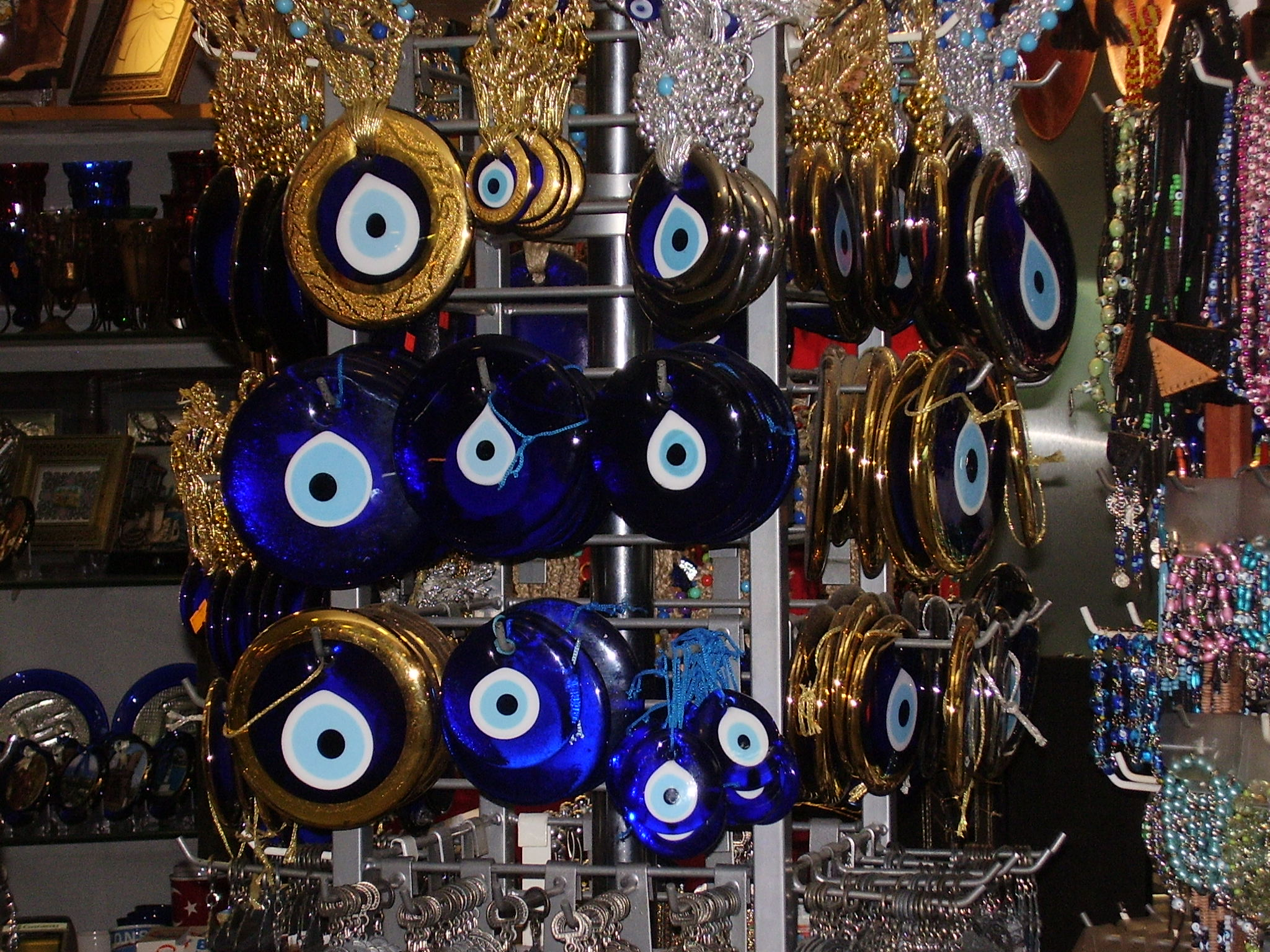
Oka Fatimy na tureckim bazarze

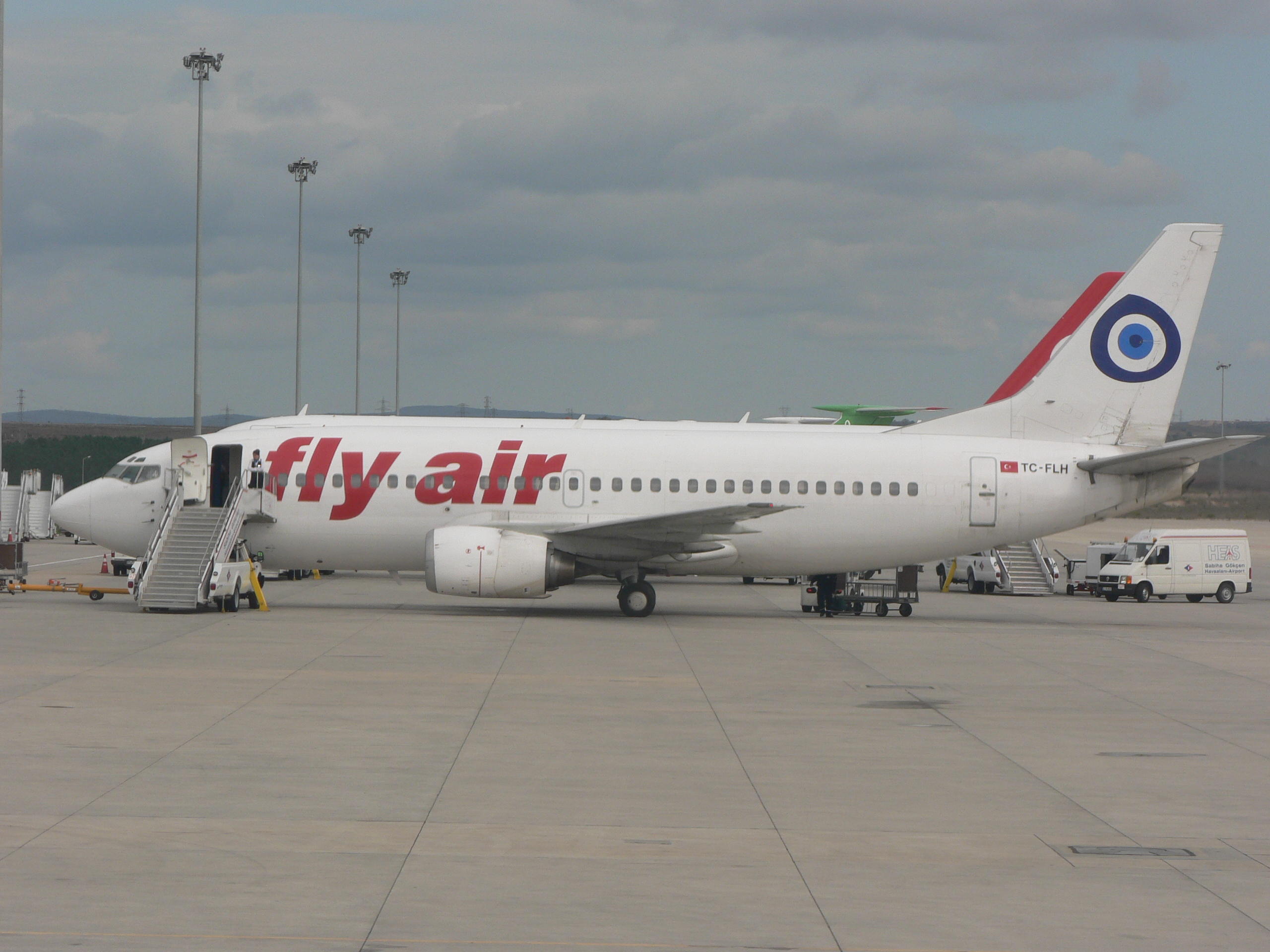
Oko Fatimy jako logo tureckich linii lotniczych Fly Air

Nazar, zwany też okiem Fatimy lub okiem proroka – amulet
mający chronić przed „złym okiem”. Nazwa nazar jest pochodzenia arabskiego i znaczy tyle co spojrzenie.
Amulety nazar wykonuje się najczęściej ze szkła. Mają one formę błękitnej kropli lub tarczy z namalowanymi koncentrycznie okręgami na przemian białymi jasnoniebieskimi i ciemnoniebieskimi. Z tego względu bywają czasem nazywane „błękitnym okiem”.